# Saregune
Saregune es un centro de desarrollo comunitario, que inició su actividad en 2004 desde el que se potencia el uso libre y gratuito de las tecnologías como herramienta para la dinamización social y comunitaria del barrio y de la ciudad de Vitoria. Recibió el premio Internet 2012 a la mejor iniciativa sin ánimo de lucro.

## Historia
El centro de desarrollo comunitario de Saregune es un proyecto de la Asociación Sartu-Álava ubicado en el Casco Viejo de Vitoria. Surge en 2004 a partir de la necesidad de “intervenir de una manera integradora y positiva” en un barrio con altas tasas de desempleo e inmigración con el propósito que ninguna persona quede excluida. Su propósito es acercar la tecnología a las personas y ayudar a que grupos e iniciativas sociales del barrio aprovechen sus ventajas.
En 2012 con motivo de la celebración del Día Mundial de las Telecomunicaciones y la Sociedad de la Información, Saregune recibió el premio Internet 2012 a la mejor iniciativa sin ánimo de lucro, galardón impulsado por las Asociaciones de Usuarios de Internet, tras competir con 700 proyectos de España y Latinoamérica.

## Actividades
Saregune dispone de dos salas equipadas con 28 ordenadores y diferentes periféricos (escáner, impresoras, proyector de imágenes, ..) para que las personas del barrio y de la ciudad puedan aprender a usar Internet tanto individualmente como en grupo. Es un servicio gratuito, basado en tecnología de código abierto o software libre, donde el idioma no es una barrera.
Algunas de las actividades que desarrollan son: formación para la ciudadanía, cursos, talleres y acompañamiento tecnológico para aprender a desenvolverse en el mundo digital; creación de blogs y cartelería para asociaciones y colectivos; desarrollo y dinamización del portal asociativo Elkarteak.info Archivado el 5 de noviembre de 2016 en Wayback Machine. y televisión del barrio, en la que se refleja la iniciativa vecinal, social y comercial del Casco Viejo en Auzo.tv.

## Reconocimientos y premios

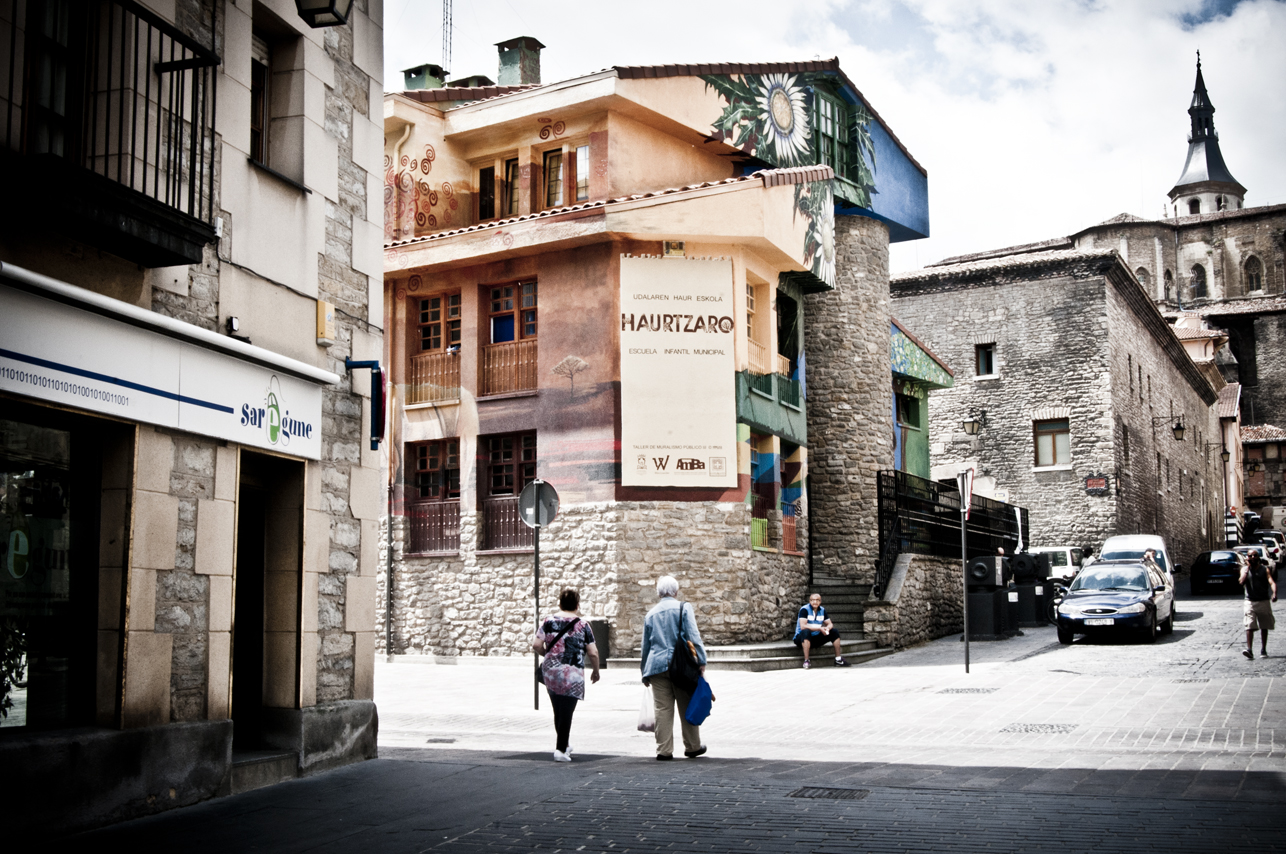
Saregune, Cantón de Santa María 4, Vitoria

- 2014 Premio a las buenas prácticas de personas dinamizadoras en favor de la e-inclusión del proyecto europeo RAISE4e-inclusion.[5]
- 2013 Premio Buber Sariak al portal asociativo Elkarteak.Info, proyecto de Saregune.[6]
- 2012 Premio «mejor iniciativa sin ánimo de lucro» por la Asociación de Usuarios de Internet.[7]